# Derobrachus wappesi
Derobrachus wappesi är en skalbaggsart som beskrevs av Santos-silva 2007. Derobrachus wappesi ingår i släktet Derobrachus och familjen långhorningar.
Artens utbredningsområde är Panama. Inga underarter finns listade i Catalogue of Life.